# 父进程
在计算机领域，父进程（英語：Parent Process）指已创建一个或多个子进程的进程。

## UNIX
在UNIX里，除了进程0（即PID=0的交换进程，Swapper Process）以外的所有进程都是由其他进程使用系统调用fork创建的，这里调用fork创建新进程的进程即为父进程，而相对应的为其创建出的进程则为子进程，因而除了进程0以外的进程都只有一个父进程，但一个进程可以有多个子进程。
操作系统内核以进程标识符（Process Identifier，即PID）来识别进程。进程0是系统引导时创建的一个特殊进程，在其调用fork创建出一个子进程（即PID=1的进程1，又称init）后，进程0就转为交换进程（有时也被称为空闲进程），而进程1（init进程）就是系统里其他所有进程的祖先。

## 僵尸进程与孤儿进程
当一个子进程结束运行（一般是调用exit、运行时发生致命错误或收到终止信号所导致）时，子进程的退出状态（返回值）会回报给操作系统，系统则以SIGCHLD信号将子进程被结束的事件告知父进程，此时子进程的进程控制块（PCB）仍驻留在内存中。一般来说，收到SIGCHLD后，父进程会使用wait系统调用以取得子进程的退出状态，然后内核就可以从内存中释放已结束的子进程的PCB；而如若父进程没有这么做的话，子进程的PCB就会一直驻留在内存中，也即成为僵尸进程。
孤儿进程则是指父进程结束后仍在运行的子进程。在类UNIX系统中，孤儿进程一般会被init进程所“收养”，成为init的子进程。
为避免产生僵尸进程，实际应用中一般采取的方式是：
1. 将父进程中对SIGCHLD信号的处理函数设为SIG_IGN（忽略信号）；
2. fork两次并杀死一级子进程，令二级子进程成为孤儿进程而被init所“收养”、清理[1]。

## Linux
在Linux内核中，进程和POSIX线程有着相当微小的区别，父进程的定义也与UNIX不尽相同。Linux有两种父进程，分别称为（形式）父进程与实际父进程，对于一个子进程来说，其父进程是在子进程结束时收取SIGCHLD信号的进程，而实际父进程则是在多线程环境里实际创建该子进程的进程。对于普通进程来说，父进程与实际父进程是同一个进程，但对于一个以进程形式存在的POSIX线程，父进程和实际父进程可能是不一样的。